# Реина дел Сид
Рахела Кордова (енгл. Rachelle Cordova; Фарго,Северна Дакота, 8. март 1988), познатија по сценском имену Реина дел Сид, америчка је кантауторица и водитељица истоименог фолк / рок састава са седиштем у Минеаполису, Минесота, Сједињене Државе.

## Биографија
Дел Сид и њен бенд до данас су издали три студијска албума: (Reina del Cid & the Cidizens) објављен 2012., The Cooling, 2015. и Рерун Сити у 2017. Последња два албума су снимљена у Пачидерм Студију (Pachyderm Studios). Песме са другог албума објављене су на NPR, и Beable Music. Њихово накнадно сингл издање, "Death Cap" и пратећи музички спот који је снимљен на Исланду, представљен је у часопису Пасте Магазине (Paste Magazine).
Након што је 2010. дипломирала на Универзитету у Минесоти, (дипломирала је енглеску књижевност), радила је као помоћник уредника на Универзитету Минесота Прес. Њено сценско име потиче из референци на шпанску литературу: њена гитара носи назив "Ел Сид", добила је име по истоименом кастилском племићу, а њено име "Реина", на шпанском значи краљица, краљица гитаре.
Дел Сид и њен бенд развили су значајно праћење на свом You Tube каналу као независни извођачи. Редовно објављује оригиналне песме и серију видеа на свом каналу, Reina del Cid, који се претходно звао Недељнa јутрa са Реином дел Сид.
У јулу 2019. дел Сид је најавила да предстоји издање новог целовечерњег албума Морзеов Код који ће бити објављен 4. октобра 2019.

## Чланови бенда
Реина дел Сид, главни вокал и ритам гитара
Тони Линдгрен, гитара и пратећи вокал
Ендру Форман, бас
Нејт Бабс, бубњеви
Зах Шмит, бубњеви 2015–2018

## Дискографија
- blueprints, plans – Released September 15, 2012 (Credited to Reina del Cid & the Cidizens)
- The Cooling – Објављено 16. јуна 2015.
- Rerun City – Објављено 8. децембра 2017.